# Trzebieszowice
Trzebieszowice (německy Kunzendorf an der Biele, česky Kunčice) jsou polská vesnice ležící v Dolnoslezském vojvodství, na silnici Landek–Kladsko, v údolí řeky Biała Lądecka.

## Historie
Dřívější název Kunzendorf byl pravděpodobně vytvořen zdrobnělinou jména Konrad podle jejího majitele nebo zakladatele. Trzebieszowice (Kunzendorf an der Biele), jsou vesnice ležící v údolí řeky Biała Lądecka, u Solné cesty spojující Slezsko přes Landek a Kladsko s Prahou. Obec je zmiňována již v roce 1269.
Řada majitelů pozemků pochází z rodu von Reichenbach. V Kladské kotlině lze nalézt erby rodiny von Reichenbach také v nedalekém Radochówě, nejblíže však i na náhrobcích u místního kostela.
Druhou rodinou, která se do dějin obce zapsala, byli Wallisovi. Ti od roku 1200 žili na irském zámku Carighmain. Tak také původně znělo jejich příjmení. Poté, co se zmocnili velšských hor, se k nim přidal druhý člen - Wallis - a název rodiny tedy zněl Carighmain-Wallis.
V letech 1832–1834 postihla Kladsko epidemie cholery, která zasáhla také Trzebieszowice. Oběti nebyly pohřbívány na místním hřbitově ze strachu před šířením nákazy. Za tímto účelem byl vybudován hřbitov severně od obce. Nedaleko od obce se dochovala kamenná socha sv. Jana Nepomuckého.
Roku 1897 propojila Trzebieszowice s okolím nově postavená železniční trať Kłodzko - Stronie Śląskie. Od roku 2004 je provoz na trati zastaven. Železniční zastávka na okraji obce je nyní v havarijním stavu.
Během první světové války se obec stala majetkem Stanislava von Harbuvala.
Obec byla významně poškozena při tisícileté povodni v létě 1997.

## Galerie

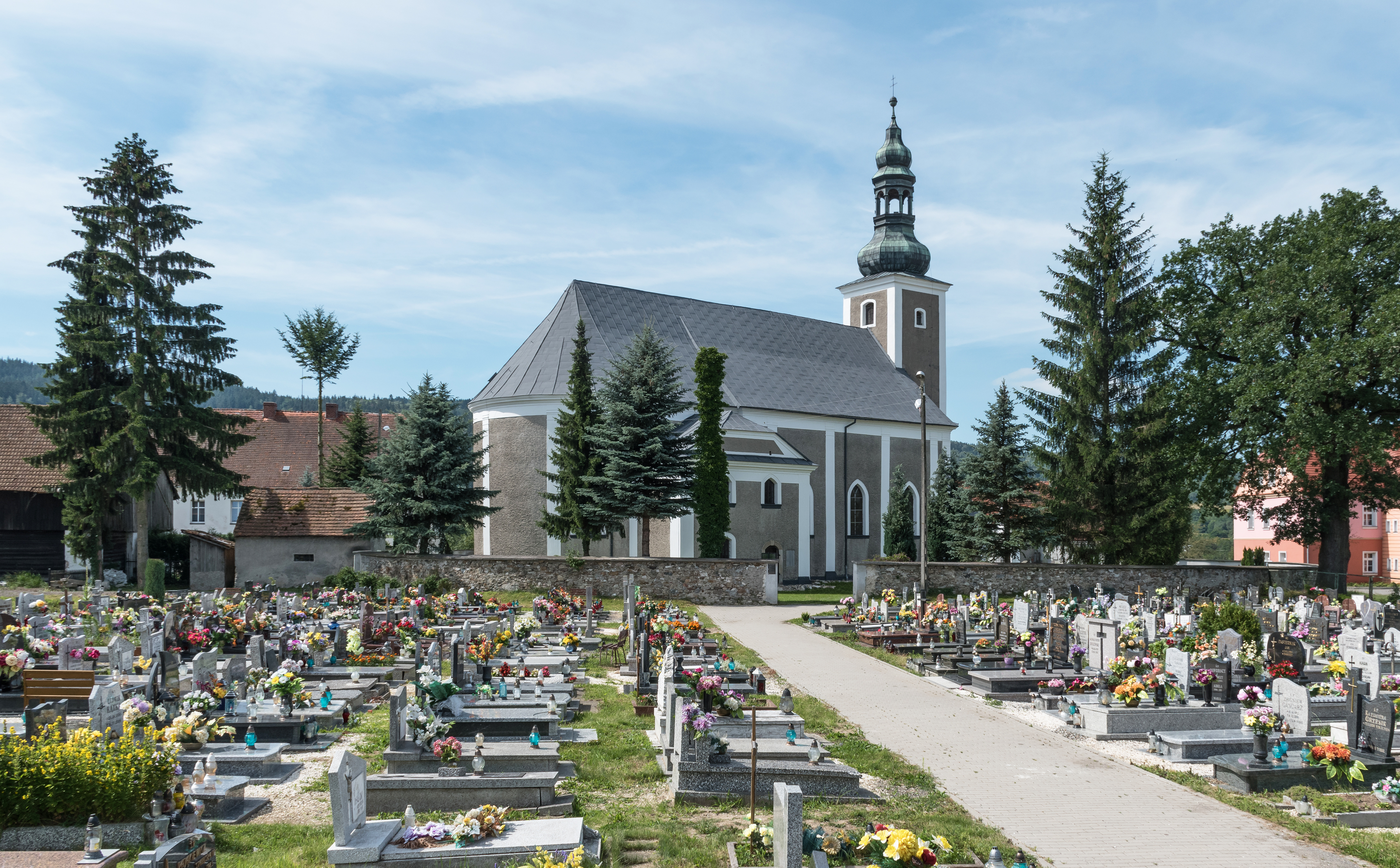
Svatý Andrej
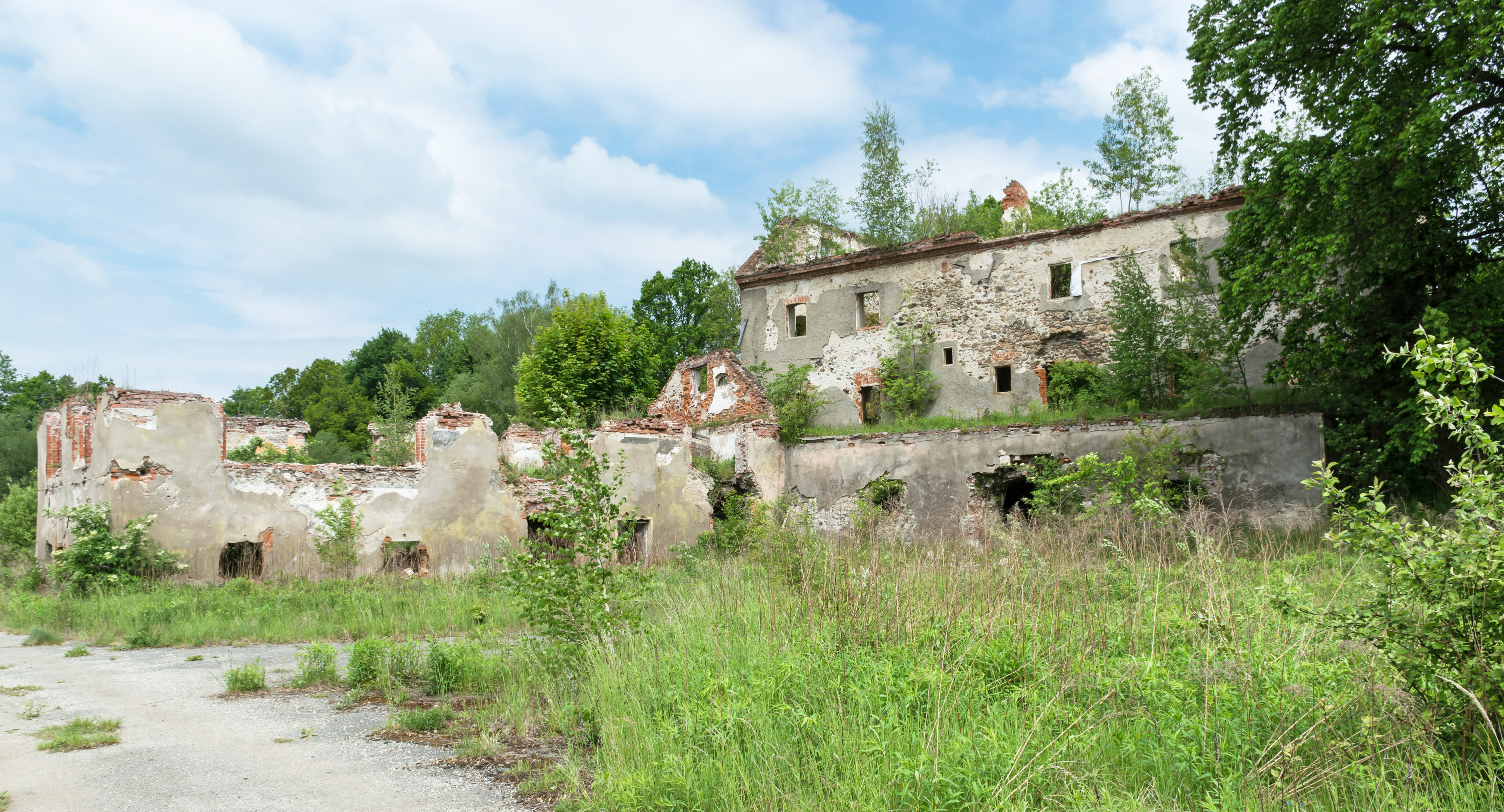
Panský komplex „Rothenhof“
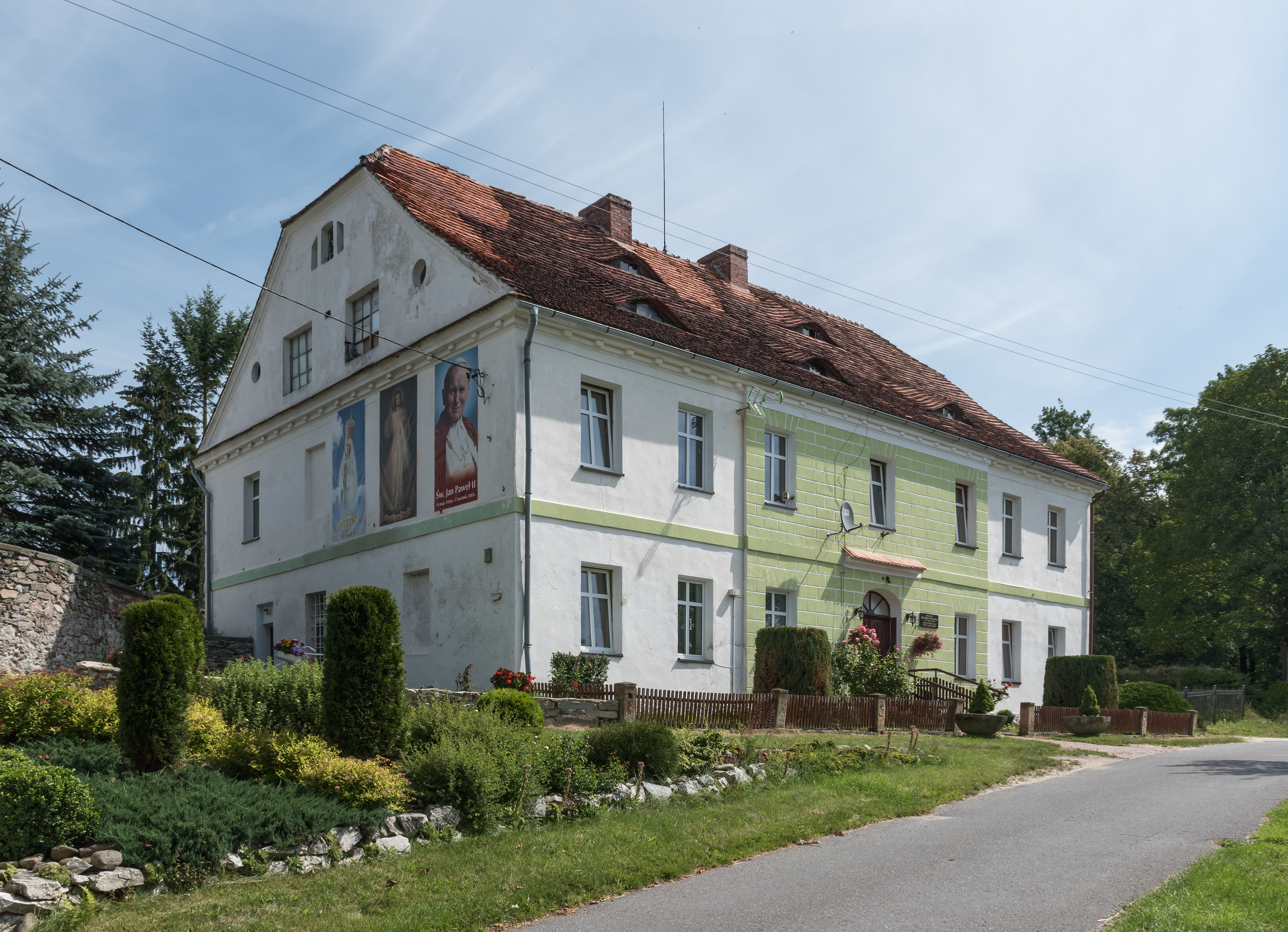
Historický presbytář